# Myrczewo
Myrczewo (bułg. Мърчево) – wieś w Bułgarii, w obwodzie Montana, w gminie Bojczinowci. Według danych szacunkowych Ujednoliconego Systemu Ewidencji Ludności oraz Usług Administracyjnych dla Ludności, 15 września 2023 roku miejscowość liczyła 877 mieszkańców.